# Kierälammen kalliot - Pyykkivuori
Kierälammen kalliot - Pyykkivuori este o arie protejată (arie specială de conservare — SAC, sit de importanță comunitară — SCI) din Finlanda întinsă pe o suprafață de 36 ha, integral pe uscat.

## Localizare
Centrul sitului Kierälammen kalliot - Pyykkivuori este situat la coordonatele 62°22′03″N 26°12′02″E / 62.3675°N 26.2006°E.

## Înființare
Situl Kierälammen kalliot - Pyykkivuori a fost declarat sit de importanță comunitară în august 1998 pentru a proteja un număr necunoscut de specii din flora spontană și fauna sălbatică aflate în arealul zonei. Situl a fost protejat și ca arie specială de conservare în aprilie 2015.

## Biodiversitate
Situată în ecoregiunea boreală, aria protejată conține 2 habitate naturale: Pante stâncoase silicioase cu vegetație casmofită, Păduri fino-scandinave bogate în ierburi cu Picea abies.
La baza desemnării sitului se află un număr nedeclarat de specii protejate.
Pe lângă speciile protejate, pe teritoriul sitului au mai fost identificate 3 specii de plante, 5 specii de păsări.